# Airbag / How Am I Driving?
Airbag / How Am I Driving? är en EP av det brittiska bandet Radiohead, utgiven i Nordamerika i april 1998.

## Låtlista
Alla låtar är skrivna av Radiohead.
1. "Airbag" – 4:46
2. "Pearly*" – 3:33
3. "Meeting in the Aisle" – 3:09
4. "A Reminder" – 3:51
5. "Polyethylene (Parts 1 & 2)" – 4:22
6. "Melatonin" – 2:09
7. "Palo Alto" – 3:43

## Medverkande
- Thom Yorke - sång, gitarr, piano
- Jonny Greenwood - leadgitarr, piano, orgel, mellotron
- Ed O'Brien - gitarr, bakgrundssång, tillagda trummor
- Colin Greenwood - elbas
- Phil Selway - trummor